# Hesperolinon clevelandii
Hesperolinon clevelandii là một loài thực vật có hoa trong họ Linaceae. Loài này được (Greene) Small mô tả khoa học đầu tiên năm 1907.